# بياروم كوتشي
بياروم كوتشي (الاسم العلمي:Biarum kotschyi) هو نوع من النباتات يتبع جنس البياروم من الفصيلة اللوفية.